# Edwin McCain
Edwin McCain (Greenville, 20 gennaio 1970) è un cantante statunitense.
Le sue canzoni I'll Be (1998) e I Could Not Ask for More (1999) sono state nella top-40 negli Stati Uniti e cinque dei suoi album sono stati nella Billboard 200.